# Réjane Lecamus
Réjane Lecamus est une athlète française, née à Saint-James le 18 octobre 1977, adepte de la course d'ultrafond et deux fois championne de France des 100 km en 2016 et 2017.

## Biographie
Réjane Lecamus devient championne de France des 100 km d'Amiens (appelé également 100 km de la Somme) en 2016 et de Cléder en 2017,,.

## Records personnels
- 10 km route : 38 min 15 s en 2017[5]
- Semi-marathon : 1 h 38 min 51 s en 2007[6]
- Marathon : 3 h 2 min 13 s en 2016[6]
- 100 km route : 8 h 11 min 40 s aux championnats de France des 100 km d'Amiens en 2016[7]
- 6 heures route : 68,627 km aux 6 h de Rennes en 2014[7]